# Зеленов, Евгений Алексеевич
Евгений Алексеевич Зеленов (род. 18 ноября 1951, с. Смышляевка, Куйбышевская область) — Заслуженный военный лётчик Российской Федерации, Герой Российской Федерации, депутат Государственной думы Федерального собрания Российской Федерации (1995—2003).

## Биография
В 1969 году окончил самарскую школу № 98.
В 1973 году окончил Балашовское высшее военное авиационное училище лётчиков по специальности «военно-транспортная авиация». Служил в 336-м авиационном полку военно-транспортной авиации (Запорожье) помощником командира корабля, затем командиром авиаотряда, эскадрильи. В 1985 году окончил Военно-воздушную академию имени Ю. А. Гагарина. Участвовал в боевых действиях в Афганистане. Выполнял дальние рейсы во Вьетнам, Лаос, Камбоджу.
В 1986 году участвовал в ликвидации последствий аварии на Чернобыльской АЭС, в 1988 году — в оказании помощи жертвам землетрясения в г. Спитаке (Армянская ССР).
С 28 октября 1989 по 30 декабря 1992 года — командир 110-го военно-транспортного авиационного полка, в 1992—1995 гг. — заместитель командира 3-й гвардейской дивизии военно-транспортной авиации. 28 августа 1992 года непосредственно руководил эвакуацией сотрудников российского посольства и иностранных миссий из осажденного силами Г. Хекматияра Кабула, возглавляя звено из трёх военно-транспортных самолётов Ил-76 (другими экипажами командовали подполковник А. С. Копыркин и майор А. В. Малов, по другим данным С. И. Мельников). После посадки самолётов кабульский аэродром подвергся массированному ракетному обстрелу. Окончив погрузку, Зеленов поднял самолёт в воздух, и выполняя круги над аэродромом координировал по радио действия других экипажей. Один самолёт был сожжён попаданием ракеты но жертв удалось избежать и эвакуация была произведена благополучно.
Указом Президента Российской Федерации № 72 от 15 января 1993 года за мужество и героизм, проявленные при выполнении специального задания по эвакуации российских граждан и сотрудников иностранных миссий из Кабула (Афганистан) полковнику Зеленову Евгению Алексеевичу присвоено звание Героя Российской Федерации с вручением медали «Золотая Звезда».
Военный лётчик I класса. Освоил пять типов самолётов; провёл в воздухе 3700 часов.
17 декабря 1995 года был избран в Государственную думу второго созыва по Новгородскому одномандатному избирательному округу № 123 (Новгородская область), входил в состав депутатской группы «Российские регионы», был председателем подкомитета по вопросам военной политики Комитета Государственной думы по обороне. В 1998 году окончил Академию государственной службы при Президенте РФ по специальности «юрист».
19 декабря 1999 г. был избран в Государственную думу третьего созыва по тому же избирательному округу, входил в состав депутатской группы «Регионы России», был членом Комитета по обороне, членом Комиссии по геополитике, председателем постоянной комиссии Межпарламентской Ассамблеи государств — участников СНГ по вопросам обороны и безопасности.
На выборах в Государственную думу четвёртого созыва по Новгородскому избирательному № 123 7 декабря 2003 года проиграл главе Новгородского района А. Филиппову.
В марте 2002 года избран председателем региональной организации партии «Единая Россия» в Новгородской области; является первым заместителем координатора Межрегионального координационного совета партии «Единая Россия» по Северо-Западному федеральному округу.
Состоит в правлении Региональной благотворительной организации «Герои Отечества», в Координационном совете Движения «Боевое Братство».

## Семья
Женат, имеет сына.

## Награды
- Медаль «Золотая Звезда» Героя Российской Федерации (№ 012; 17 ноября 1992)
- орден Красной Звезды
- орден Мужества (30 июня 1997) — за мужество и самоотверженность, проявленные при ликвидации последствий аварии на Чернобыльской АЭС[6]
- орден «За службу Родине в Вооружённых Силах СССР» III степени
- Медаль «За отличие в охране государственной границы»
- другие медали
- Заслуженный военный лётчик Российской Федерации (18 августа 1994) — за особые заслуги в освоении авиационной техники, высокие показатели в воспитании и обучении летных кадров и многолетнюю безаварийную летную работу в военной авиации[7]